# Winx Club 3D: Magical Adventure
Winx Club 3D: Magical Adventure (tiếng Ý: Winx Club 3D: Magica Avventura) là phim hoạt hình máy tính(CGI) được công chiếu ở Ý vào ngày 29 tháng 10 2010.

## Nội dung
Bộ phim bắt đầu với một bữa tiệc tại Alfea, nhóm Trix đã đến phá hủy nó và lấy đi chiếc la bàn ẩn chứa bí mật cho những phù thủy cổ xưa. Mặc dù nhóm Winx đã chống chống lại quyết liệt nhưng Icy, Stormy và Darcy đã trốn thoát cùng với chiếc la bàn ấy. Trong khi đó, ở vương quốc Domino, Sky cầu hôn Bloom, nhưng một bí ẩn liên quan giữa vua Erendor và câu chuyện về sự phá hủy của Domino đã khiến Sky ngưng lại lễ hôn. Các nàng tiên khác trong nhóm Winx đã đến thăm Bloom - trong khi cô đang gặp khó khăn. Nhóm Trix báo cáo với các phù thủy cổ xưa rằng họ đã đánh cắp chiếc la bàn thành công. Nhóm Trix đi đến Cây Sự sống tại Làng Pixie với mục đích phá hủy tất cả những nguồn năng lượng phép thuật tốt đẹp. Tại Domino, vua Oritel đưa Bloom đến buổi trình diện cho công chúa để tìm kiếm người hoàng tử phù hợp mà cô ấy sẽ cưới. Sky tìm cách lẻn vào và gặp được Bloom, nói rằng anh ấy sẽ chữa lại mọi thứ đã xảy ra. Sky đã bị vua Oritel phát hiện ra và bị đức vua giận dữ. Anh đã kịp đưa cho Bloom một chiếc hộp chứa lá thư trước khi anh bị bắt phải rời đi. Bloom không tin những gì được viết trên lá thư ấy. Cô ấy bị cha mình ép buộc và sau đó đã từ bỏ vương quốc để đến Gardenia cùng nhóm Winx. Nhóm Trix đến được Làng Pixie và lấy sức mạnh của Cây Sự sống. Điều đó đã xóa bỏ đi tất cả phép thuật tốt đẹp cùng với năng lượng Believix của nhóm Winx. Bị lấy đi sức mạnh khi ở Gardenia, nhóm Winx trở lại nhà bố mẹ nuôi của Bloom, cùng Mike và Vanessa để trú ẩn. Họ đã gặp lại những anh hùng. Trong lúc ấy, những mụ phù thủy cổ xưa đã phát hiện ra rằng có một nguồn năng lượng nhỏ của phép thuật tiên vẫn tồn tại trong vũ trụ. Họ đã nhớ đưa cho vua Erendor một chiếc đồng hồ cát chứa phấn hoa. Thứ ấy đã bảo vệ Eraklyon khi các phù thủy phá hủy Domino ngày trước. Ở Gardenia, Winx gặp các người hùng và họ quyết định đi đến Avram, là thành phố nơi hạt phấn hoa kia cuối cùng được nhìn thấy. Nhóm Trix tìm kiếm Erendor và bắt ông ta khai cho họ biết nơi tồn tại của phấn hoa.
Trên đường, tàu của nhóm Winx bị tấn công bởi những bóng ma của cư dân Avram. Nhóm Trix và phù thủy cổ xưa cũng đi đến Avram. Oritel đọc được bức thư của Sky, hiểu ra nguyên do mà Sky hoãn lại buổi hôn lễ. Nhóm Winx phát hiện ra rằng Erendor đã phá hủy chiếc đồng hồ cát, giải phóng phấn hoa và hình thành nên một cây non, chiếc cây này chứa phép thuật tốt đẹp cuối cùng còn sót lại, là một phần của Cây Sự sống. Để đến trung tâm của Avram, Bloom và Sky tách ra khỏi những người khác, và họ đã tìm ra cây non ấy. Nhóm Trix và đồng bọn cũng đến cái cây ấy và tìm cách phá hủy nó. Bloom và Sky đến kịp lúc, cứu sống cây non kia, điều đó đồng thời giúp họ khôi phục lại sức mạnh của mình. Các phù thủy cổ xưa sau đó hợp tác với Trix và tấn công nhóm Winx. Vua Oritel và Erendor đến viện trợ nhóm Winx chống lại các phù thủy nhưng Icy đã giết Erendor khi ông ta chống lại và hy sinh để bảo vệ Bloom. Nhóm Winx đánh bại Trix và tiêu diệt các phù thủy cổ xưa bằng phép thuật Believix kết hợp. Vua Oritel tiết lộ rằng ông ấy đã thu thập được một vài phấn hoa từ cái cây non ấy và ông đã mang rắc chúng lên người Erendor, giúp cứu sống ông ấy. Vua Oritel xin lỗi Sky và trao lại cho Bloom và Sky lời chúc hôn ước. Bloom và Sky trở lại bên nhau và thành phố đã bắt đầu tràn đầy sự sống xung quanh họ. Họ bắt và giam nhóm Trix một lần nữa và cùng nhau bay trở lại thành phố lớn nhất của Eraklyon.

## Diễn viên lồng tiếng
| Nhân vật     | Tiếng Ý            | Tiếng Anh         |
| ------------ | ------------------ | ----------------- |
| Bloom        | Letizia Ciampa     | Molly C. Quinn    |
| Stella       | Perla Liberatori   | Amy Gross         |
| Flora        | Ilaria Latini      | Alejandra Reynoso |
| Musa         | Gemma Donati       | Romi Dames        |
| Tecna        | Domitilla D'Amico  | Morgan Decker     |
| Aisha        | Laura Lenghi       | Keke Palmer       |
| Hoàng tử Sky | Marco Vivio        | Matt Shively      |
| Brandon      | Massimiliano Alto  | Adam Gregory      |
| Helia        | Francesco Pezzulli | David Faustino    |
| Riven        | Mirko Mazzanti     | Sam Riegel        |
| Timmy        | Corrado Conforti   | Charlie Schlatter |
| Nabu         | Sacha De Toni      | Will Blagrove     |
| Dẫn chuyện   | Claudia Catani     | Kari Wahlgren     |

## Soundtrack
Winx Club 3D: Magical Adventure (Original Motion Picture Soundtrack) được phát hành vào ngày 5 tháng 4 năm 2011.

### Danh sách bài hát
Bản mẫu:Danh sách bài hát